# 雅克·伊贝尔
雅克·弗朗索瓦·安东·伊贝尔（法語：Jacques François Antoine Ibert，1890年8月15日—1962年2月5日），法国作曲家。早年就读于巴黎音乐学院，一战期间在海军服役，1919年获罗马大奖，到罗马进修，故未加入六人团。1937年任罗马法兰西学院院长，1956年被选为法兰西学院院士。伊贝尔的音乐创作受德布西和拉威尔影响，同时具有新古典主义风格。其作品结构简洁生动，色彩丰富，常有阿拉伯特色，特别擅长使用管乐器。